# Pivška kotlina
Pivška kotlina ali Pivška dolina, tudi samo Pivka (po reki Pivki oz. kraju Pivka) je pokrajinsko razgibana kotlina med visokimi dinarskimi planotami, Krasom in Brkini. Obsega površino okrog 160 km²: na severozahodu jo obroblja Nanos, na severu Hrušica, na vzhodu Javorniki in Snežnik, na zahodu pa nižji Slavinski Ravnik in Taborsko hribovje s Šilentabrom. Spodnji del kotline med Nanosom in Postojnskimi vrati se imenuje Spodnja, zgornji del med Prestrankom in Snežnikom pa Zgornja Pivka. 

## Hidrologija Pivške kotline
Prek Pivške kotline poteka razvodnica med črnomorskim in jadranskim povodjem, večina vode teče v porečje Ljubljanice. Reka Pivka s pritokom Nanoščico ponika v Postojnski jami, del vode odteka v Lokvo, ki ponika pod Predjamskim gradom, se pod zemljo združi s ponikalnicami Belščico, Stranskimi in Šmihelskimi ponikvami ter teče v izvire Vipave. Na južnem robu kotline pod Sajevčami ponikajo Rakuljščica in več manjših potočkov, pritokov Reke. Na Zgornji Pivki se pojavlja vertikalna bifurkacija, površinske vode tečejo v črnomorsko, podzemeljske pa v jadransko povodje. Dno kotline, ki jo nekateri prištevajo h kraškim poljem, leži v nadmorski višini 500–600 m. Najnižja točka kotline (464 m) je pri ponoru potoka Lokva pod Predjamskim gradom.

## Podnebje
Na Pivki se prepletajo naravni in družbeni vplivi celinske in primorske Slovenije. Tu se mešajo trije podnebni tipi: sredozemsko, celinsko in na višjem obrobju gorsko podnebje.

## Naravna in kulturna krajina
Hiše imajo elemente notranjske in primorske hiše. Ko so se ustalile avstrijske deželne meje, je bila Pivka del Kranjske, cerkveno pa je spadala, razen kratkih presledkov, k tržaški škofiji. V letih 1918-1943 je Pivka pripadla Italiji oziroma Tržaški pokrajini, po 2. svetovni vojni pa k Jugoslaviji oz. Sloveniji. 
Dno Spodnje Pivke sestavljajo neprepustne flišne kamnine, ki se pri Razdrtem prevesijo v flišno Vipavsko dolino. Na blago valovitih ravnicah ob Pivki in Nanoščici so mokrotni travniki, na oblih položnih pobočjih brd pa njive. Naselja so na vzpetinah med aluvialnimi ravnicami. Lego vasi je v glavnem določala kmetijska naravnanost prebivalstva, saj so naselja navezana na zemljišča, primerna za obdelavo. 
Največje naselje je Postojna ob vstopu v Postojnska vrata, na nasprotni strani je na prevalu nekdaj prometno pomembno Razdrto. Zgornjo Pivko in njeno višje obrobje, ki zapira kotlino na vseh straneh, gradi kredni apnenec. Veliko kraško polje ima ravno, pogosto tudi poplavljeno dno, po katerem teče reka Pivka, ob kateri je višja uravnana terasa s številnimi vrtačami in večjimi kotanjami z ravnim dnom. Kadar se dvigne gladina kraške vode, ki je vedno plitvo pod površjem, začne pri Zagorju iz tal vreti Pivka. Ob Pivki nastanejo poplave, v kotanjah pa pivška presihajoča jezera, med katerimi so največja Palško, Petelinjsko, Parsko in Drskovško jezero. Dno Zgornje Pivke prekriva tanka plast prepereline. Višji svet ima tenko prst, primerno le za pašnike, na katerih so se v preteklosti pasle črede drobnice. Večji del pobočij na obrobju porašča gozd, precej je umetno zasajenega črnega bora, smreke in macesna. Naselja na Zgornji Pivki se na gosto širijo vzdolž zahodne strani kotline. Naslonjena so na ravne, z mlajšimi nanosi zapolnjene kotanje med Pivko in Šembijami na jugu na bolj odprta polja na razširjenem dnu kotline med Pivko in Rakitnikom na severu ter na bolj ali manj obsežne uvale obrobnega dela kotline. Zaposlitveno in oskrbno središče Zgornje Pivke je kraj Pivka. Na razvoj Pivke je najbolj vplivala lega med dvema upravnogospodarskima in kulturnima območjema. Kljub pomembni prometni legi naselja na Pivki niso doživela velikega razvoja. Še vedno je to prehodna pokrajina. 
Poleg gozdarstva, lesnopredelovalne in živilskopredelovalne industrije ter prometa in turizma so pomembne panoge živinoreja in perutninarstvo ter v zadnjem času spet ovčarstvo.